# جوليان كوليدغ
جوليان كوليدغ (بالإنجليزية: Julian Coolidge)‏ هو مؤرخ الرياضيات ورياضياتي أمريكي، ولد في 28 سبتمبر 1873 في بوسطن في الولايات المتحدة، وتوفي في 5 مارس 1954 في كامبريدج في الولايات المتحدة.

## وصلات خارجية
- جوليان كوليدغ على موقع الموسوعة البريطانية (الإنجليزية)